# Сайбене, Жефф
Жефф Сайбе́не (фр. и люкс. Jeff Saibene; род. 13 сентября 1968, Keispelt, Капеллен) — люксембургский футболист и тренер, опорный полузащитник. Выступал за сборную Люксембурга.

## Клубная карьера
Жефф Сайбене начинал играть в футбол в местном клубе «Келен». На взрослом уровне его первым клубом стал в 1985 году «Унион Люксембург». Большую часть своей карьеры он провёл в иностранных клубах. В 1986 году он уехал за границу в бельгийский «Стандард» (Льеж), в составе которого сыграл 7 матчей за три сезона в чемпионате Бельгии.
В 1989 году Жефф Сайбене перебрался в Швейцарию и стал основным игроком ФК «Арау». За этот клуб Сайбене выступал почти 10 сезонов с перерывом в 1993—1995 годах, когда он играл за клубы четвёртого швейцарского дивизиона «Олд Бойз» и «Монтей». В составе «Арау» Сайбене сыграл 121 матч и забил 3 гола в чемпионате Швейцарии.
После ухода из «Аарау» Жефф Сайбене отыграл один сезон за «Локарно», а затем вернулся в Люксембург, где играл за «Свифт». В возрасте 34 года он завершил карьеру игрока.

## Международная карьера
Первый матч за национальную сборную Жефф Сайбене сыграл 14 октября 1986 года против Бельгии (0:6). Всего на его счету 64 матча за сборную страны, в том числе 27 матчей отборочного турнира чемпионата мира.

## Тренерская карьера
Ещё не закончив карьеру игрока, Жефф Сайбене стал помощником тренера Аллана Симонсена в сборной Люксембурга. В дальнейшем он работал помощником тренера в «Арау» и «Туне» и короткое время возглавлял эти клубы. В 2010—2011 годах он тренировал молодёжную сборную Люксембурга.
С марта 2011 года Сайбене тренировал ФК «Санкт-Галлен». В сезоне 2011/12 годов привёл клуб к победе в Челлендж-лиге и вывел в Суперлигу. В сезоне 2012/13 «Санкт-Галлен» под руководством Сайбене сенсационно лидировал в чемпионате Швейцарии после первых десяти туров, но в итоге финишировал третьим и отобрался для участия в Лиге Европы. В сезоне 2013/14 «Санкт-Галлен» впервые в своей истории пробился в групповой этап еврокубков.

## Достижения
- Чемпион Швейцарии: 1992/93
- Обладатель Кубка Люксембурга: 1986